# Popis srednjovjekovnih gradova i utvrda u Crnoj Gori
Popis je napravljen na temelju knjige crnogorskog znanstvenika Pavla Mijovića i Mirka Kovačevića Gradovi i utvrđenja u Crnoj Gori (Beograd-Ulcinj, 1975. godine).
- Kotor
- Herceg Novi
- Risan
- Žanjica
- Perast
- Đurđevac
- Budva
- Sveti Stefan
- Haj-Nehaj
- Ratac
- Bar
- Stari Ulcinj
- Ulcinj
- Cetinje
- Kom
- Moračnik
- Tophala
- Prečista Krajinska
- Svač
- Žabljak Crnojevića
- Oblun
- Ribnica
- Soko u Pivi
- Medun
- Spuž
- Martinići
- Susjed
- Norin
- Onogošt
- Budoš
- Morača
- Manastir Morača
- Bihor
- Brskovo
- Gradac
- Stabna
- Soko kod Štitara
- Kukanj
- Koznik
- Pirlitor
- Obod
- Starčeva Gorica
- Prapratna